# Tribune Media
Tribune Media Company, anciennement Tribune Company, est un conglomérat de médias américain fondé en 1847 et dont le siège social est situé à Chicago dans l'Illinois. Par le chiffre d'affaires, c'est le second groupe de presse écrite du pays, régissant entre autres le Los Angeles Times, le Chicago Tribune, Newsday, The Hartford Courant, l'Orlando Sentinel, Hoy, le Chicago Magazine et le Baltimore Sun. Il possède également des stations de radio (WGN) et des chaînes de télévision comme Chicagoland Television.
La filiale californienne de Tribune, Tribune Entertainment, produit les séries télévisées Andromeda, Mutant X, BeastMaster, le dernier des survivants et Invasion planète Terre, et le jeu télévisé Family Feud.

## Histoire
En 2008 et en 2009, la Tribune Company a de la difficulté à respecter les paiements de sa dette de 13 milliards USD, la plupart de ce montant provenant de sa tentative, en 2007, de devenir une société privée et de la chute des revenus publicitaires des journaux. Pour parvenir à se rétablir financièrement, la société prévoit et a déjà effectué des mises à pied dans les journaux. De plus, elle envisage de vendre Newsday, le club de baseball des Cubs de Chicago et son stade, le Wrigley Field. Elle envisagerait de céder la Tribune Tower à Chicago et le Times Mirror Square, un complexe immobilier d'affaires. À la fin de l'année 2008, elle a embauché des conseillers pour éviter la faillite. Le 8 décembre 2008, elle s'est mise sous la protection de la loi sur les faillites des États-Unis,,. La dette a été restructurée par le fond Aurelius Capital Management.
En avril 2016, Gannett annonce avoir fait une offre non-sollicitée de 815 millions de dollars sur Tribune Company, face au refus de ce dernier de coopérer, Ganette monte son offre à 864 millions de dollars. Cette opération est abandonnée en novembre 2016, à la suite des mauvais résultats financiers de Gannett.
Le 8 mai 2017, Sinclair Broadcast Group annonce qu'il va faire l'acquisition du réseau américain de chaînes de télévision Tribune Media pour un montant de 3,9 milliards de dollars. En août 2018, l'opération entre Sinclair et Tribune Media est abandonnée, à la suite des réserves de la Federal Communications Commission.
En décembre 2018, Nexstar Media Group annonce l'acquisition de Tribune Media pour 4,1 milliards de dollars.